# Robert Watson (Chemiker)

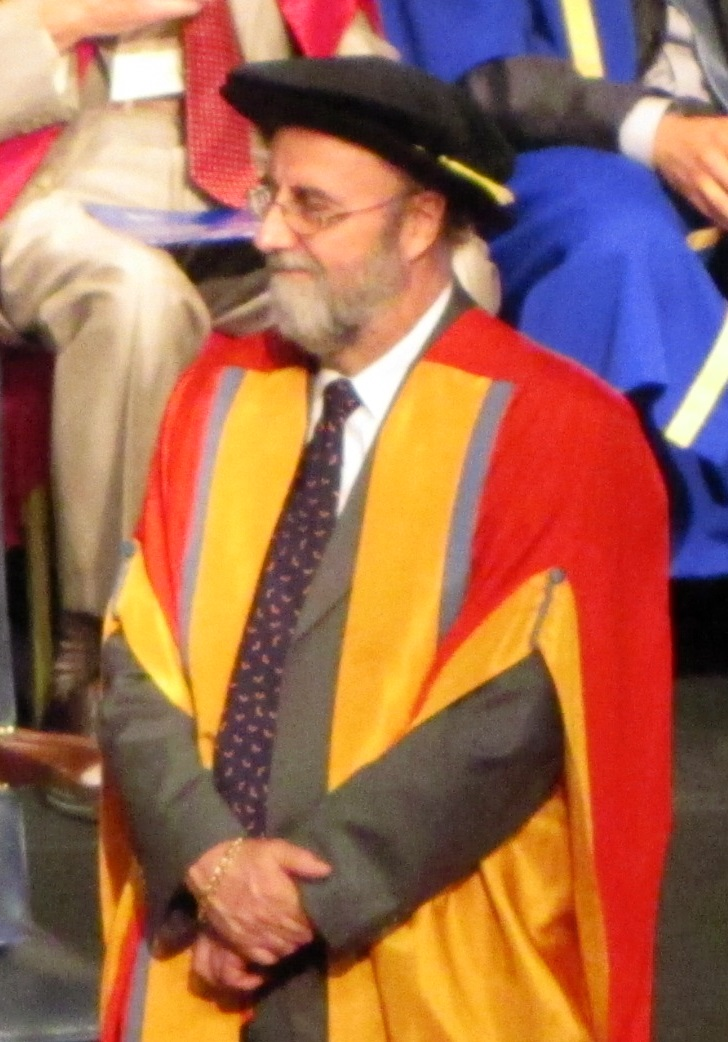
Robert Watson 2010

Sir Robert Tony Watson (* 21. März 1948) ist ein britischer Chemiker und Klima- und Umweltforscher.
Watson wurde 1973 an der Universität London (Queen Mary College) in Chemie promoviert mit einer Dissertation über bestimmte Reaktionen in der Gasphase mit Verbindung zur atmosphärischen Chemie. Er lehrt an der University of East Anglia, an der er seit 2007 Direktor für strategische Entwicklung am Tyndall Centre for Climate Change Research ist.
Davor war er ab 2007 leitender Wissenschaftler im britischen Department of Environment, Food and Rural Affairs (DEFRA), leitender wissenschaftlicher Berater und Direktor für nachhaltige Entwicklung bezüglich Umwelt und Sozialem bei der Weltbank (ab 1997), Associate Director für Umwelt beim Office of Science and Technology Policy des US-Präsidenten Bill Clinton und Chefwissenschaftler des Office of Mission to Planet Earth der NASA.
Watson befasste sich mit nachhaltiger Entwicklung, Biodiversität, Paläoklimatologie, Klimawandel und globaler Erwärmung, dem Ozonproblem, Landwirtschaft und Kohlendioxid-Speicherung. Er stand 1997 bis 2002 dem Intergovernmental Panel on Climate Change (IPCC) vor und deren Working Group II. Kurz nach Erscheinen des Dritten Sachstandberichts des IPCC 2001 lobbyierte der Ölkonzern ExxonMobil bei der Regierung Bush, Watson als IPCC-Vorsitzenden abzusetzen. Zuvor hatte Watson erklärt, dass die globale Erwärmung real sei. 2002 lehnte die US-Regierung daraufhin Watsons Nominierung für eine zweite Amtszeit ab und setzte sich stattdessen für Rajendra Pachauri ein. Entgegen den ursprünglichen Hoffnungen setzte sich Pachauri nach seiner Wahl aber ebenfalls für die Klimaforschung ein. Außerdem stand Watson dem United Nations Environment Programme/World Meteorological Organization (UNEP-WMO) vor.
Im Jahr 2017 übernahm Watson den Vorsitz des Weltbiodiversitätsrates (IPBES). Er war schon vorher als Vizevorsitzender und Autor für den IPBES tätig. 
2012 wurde er als Knight Bachelor geadelt und ist Companion des Order of St Michael and St George. Aufgrund seiner Übersichtsarbeiten zum Abbau der stratosphärischen Ozonschicht durch CFC-Emissionen und deren politischer Wirkung verlieh die US-amerikanische Wissenschaftsvereinigung National Academy of Sciences (NAS) ihm 1992 den NAS Award for Scientific Reviewing. 1993 erhielt er den Award for Scientific Freedom and Responsibility der American Association for the Advancement of Science und 2008 deren Preis für internationale wissenschaftliche Zusammenarbeit. 2010 erhielt er den Asashi Blue Planet Prize. 2014 erhielt er den Champions of Earth Award des United Nations Environment Programme in der Kategorie „Wissenschaft und Innovation“. Er ist Fellow der Royal Society und seit 2020 internationales Mitglied der American Philosophical Society.